# Krai de l'Altai
|  | Aquest article tracta sobre el krai rus de Barnaül. Vegeu-ne altres significats a «Altai». |

El krai de l'Altai (rus: Алта́йский край, Altaiski krai) és un subjecte federal de Rússia. Limita amb el Kazakhstan al sud i a l'oest, i amb les províncies russes de Novossibirsk al nord i Kémerovo a l'est, i amb la república de l'Altai al sud-est. La capital és Barnaül, amb una població estimada en el seu districte de 698.603 habitants en una àrea de 956 km².
Situada al nord del massís de l'Altai, comprèn el curs alt del riu Obi, que neix a la ciutat de Biïsk, a la confluència del Katun i el Bia. No és una regió tan muntanyosa com la veïna República de l'Altai malgrat compartir-ne el nom a partir del nom del massís.
És una regió que compta amb una població de 2.163.693 habitants.per una extensió de 169.100 km² segons el cens de 2021. La seva economia principalment agrícola (blat, remolatxa, lli, cotó), amb indústria tèxtil i alimentària. Està travessada pel ferrocarril Transsiberià.